# Nazgûl
Los Nazgûl (que se puede traducir de la lengua negra como «espectros del Anillo»; nazg = «anillo» + ûl = «espectro»), también conocidos como los Nueve Jinetes, los Jinetes Negros, más raramente en quenya los Úlairi, o simplemente los Nueve, son un grupo de personajes del universo ficticio del escritor británico J. R. R. Tolkien. Aparecen en su novela El Señor de los Anillos como malvados sirvientes en la Tierra Media del antagonista principal, Sauron, atados a su voluntad como «sus sirvientes más terribles» por la fuerza que liga los Anillos de Poder que portan a su creador.

## Historia

### Segunda Edad
Los nueve Nazgûl surgieron como los más poderosos sirvientes de Sauron en la Segunda Edad de la Tierra Media. Se dice que tres de los nueve fueron originalmente "grandes señores" de Númenor. Eran poderosos hombres mortales a los cuales Sauron dio nueve Anillos de Poder. Estos resultaron ser su perdición:

Aquellos que usaron los nueve anillos fueron poderosos en sus días, reyes, magos, y guerreros de antaño. Obtuvieron gloria y riqueza, pero se convirtieron en desgracia. Tuvieron, como parecía, vida eterna, pero la vida se volvió demasiado eterna para ellos. Podían caminar, si querían, invisibles ante todos los ojos bajo el sol, y podían ver cosas invisibles para los hombres mortales; pero a menudo contemplaban sólo los fantasmas e ilusiones de Sauron. Y uno por uno, tarde o temprano, de acuerdo a su fuerza natural y a lo bueno o malo de sus actos en el comienzo, cayeron bajo la esclavitud del anillo que llevaban y el dominio del Anillo Único de Sauron. Se volvieron para siempre los protectores invisibles del Dueño del Anillo Único, y entraron al reino de las sombras. Fueron los Nazgûl, los Espectros del Anillo, los sirvientes más terribles del enemigo; la oscuridad los seguía, y clamaban con las voces de la muerte.
El Silmarillion: "De los Anillos de Poder y la Tercera Edad", 289.

El efecto corruptivo de los anillos causó que su cuerpo físico se fuera desvaneciendo hasta quedar reducidos a espectros. Siendo visibles —y mayormente tangibles— solo por sus túnicas y atavíos, su apariencia original era totalmente invisible para ojos mortales, y eran virtualmente indestructibles: aunque fueran incapacitados, podían cobrar forma de nuevo más tarde. El reflejo rojo de sus ojos podía ser claramente distinguido incluso a la luz del día, y al enfurecerse parecían llamas infernales. Tenían muchas armas, como largas espadas de acero, dagas con propiedades venenosas y mazas negras de gran poder.
Su arsenal de armas mortales no estaba reducido sólo a ataques físicos; estaban constantemente rodeados por un aura de terror, que afectaba a toda criatura viviente; su aliento (llamado Hálito Negro) era venenoso, y sus lamentos causaban terror y desesperación. Según Tolkien, sin embargo, era el miedo que inspiraban su principal peligro:

"No tienen un gran poder físico contra los intrépidos", escribió, "pero lo que tienen, y el miedo que inspiran, es enormemente incrementado en la oscuridad".
Cartas, 210)

Los Nazgûl aparecieron por primera vez alrededor del año 2251 S.E. y pronto se manifestaron como los principales sirvientes de Sauron, menos de tres siglos tras la forja de los anillos. Se dispersaron después del primer derrocamiento de Sauron en el 3434 S.E. gracias a la Última Alianza entre elfos y hombres, pero su supervivencia fue sin embargo asegurada ya que el Anillo Único persistió.

### Tercera Edad
Volvieron a emerger alrededor de 1300 T. E., cuando el Señor de los Nazgûl, el Rey Brujo de Angmar, guio a las fuerzas de Sauron contra los estados sucesores de Arnor: Rhudaur, Cardolan y Arthedain. Fue finalmente derrotado en batalla en 1975 T. E. y regresó a Mordor, reuniendo a los otros Nazgûl como preparación del regreso de Sauron a su reino, habiendo alcanzado su meta de destruir todos los estados sucesores de Arnor.
En el año 2000 T. E., los Nazgûl asediaron Minas Ithil y tras dos años la capturaron. A partir de entonces, la ciudad se llamó Minas Morgul, la fortaleza de los Nazgûl, desde donde dirigieron la reconstrucción de los ejércitos de Sauron, adquiriendo también el Palantir para el Señor Oscuro.
En 2942 T. E., Sauron regresó a Mordor y se declaró abiertamente en 2951 T. E.. Dos o tres de los Nazgûl fueron enviados a su fortaleza de Dol Guldur para guarnecer ese puesto fronterizo.

#### En la Guerra del Anillo

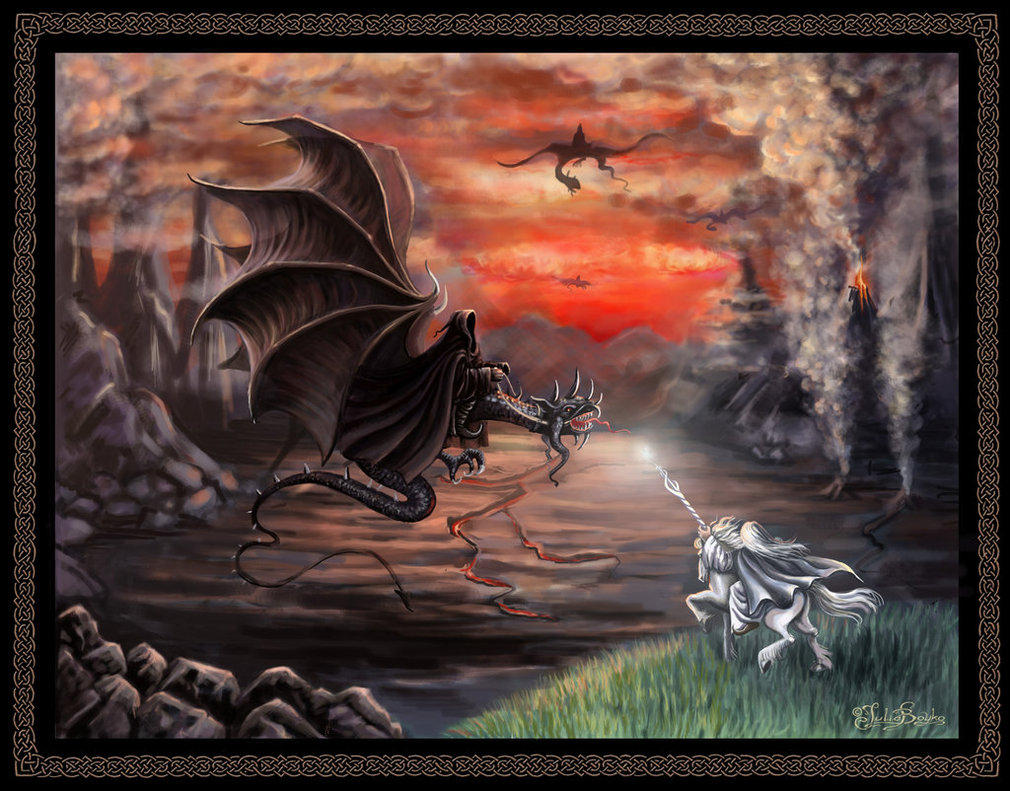
Gandalf el Blanco se enfrenta a un Nazgûl sobre su bestia alada

En 3017 T. E., cerca del principio de la historia contada en El Señor de los Anillos, Sauron ordenó a los Espectros del Anillo que recuperaran el Anillo Único en poder de "Bolsón" de "la Comarca". Ocultos como jinetes vestidos en negro, buscaron a Bilbo Bolsón quien, como Gollum había revelado, tenía el Anillo Único en su posesión. Fue en septiembre de 3018, durante el Concilio de Elrond cuando los "nueve compañeros" de la Comunidad fueron elegidos para enfrentarse a los "nueve jinetes" Nazgûl.
Los Nazgûl usaban generalmente caballos negros como medio de transporte. Cuando fueron arrastrados por las aguas del río Bruinen, sus caballos murieron ahogados. Los espectros del Anillo se vieron forzados a volver a Mordor para reorganizarse. Reaparecieron montados en criaturas voladoras, de modo que fueron conocidos como Nazgûl alados.
El Señor de los Nazgûl mismo fue muerto por Éowyn, la sobrina de Théoden, y por Merry, durante la Batalla de los Campos del Pelennor. La puñalada que Merry le asestó fue hecha con una poderosa espada encantada, procedente de Númenor, que hizo que el Rey Brujo cayera sobre sus rodillas, dejando que Éowyn le diera el golpe fatal clavándole la espada en su supuesta cabeza jamás vista. Esto fue posible a pesar de la profecía que mucho tiempo atrás hiciera Glorfindel al rey Eärnur para evitar que este fuera al encuentro del Rey Brujo: "Lejos está todavía su condena, y no caerá por mano de hombre". La profecía, mal interpretada por muchos, finalmente se cumplió ya que quienes mataron al Rey Brujo fueron una mujer y un hobbit.
Los ocho espectros restantes atacaron al Ejército del Oeste durante la última batalla ante la Puerta Negra. De todas maneras, cuando Frodo Bolsón arrojó el Anillo Único a los fuegos del Monte del Destino, Sauron ordenó a los ocho Nazgûl volar hacia allí para detenerlo. Pero llegaron tarde: el Anillo había caído al fuego junto con Gollum. Con su destrucción, los ocho Nazgûl restantes desaparecieron.

## Hálito Negro
Una exposición a los Nueve resulta en una influencia venenosa conocida como el "Hálito Negro", también conocido como la "Sombra Negra" en algunos casos. Los efectos eran: una profunda desesperación, inconsciencia, pesadillas e incluso la muerte. Sin embargo, las athelas podían ser usadas para contrarrestar el efecto.
Las víctimas más conocidas del hálito negro fueron Faramir, Éowyn, y Merry, quienes fueron curados por Aragorn durante la Guerra del Anillo.

## Nombres y títulos

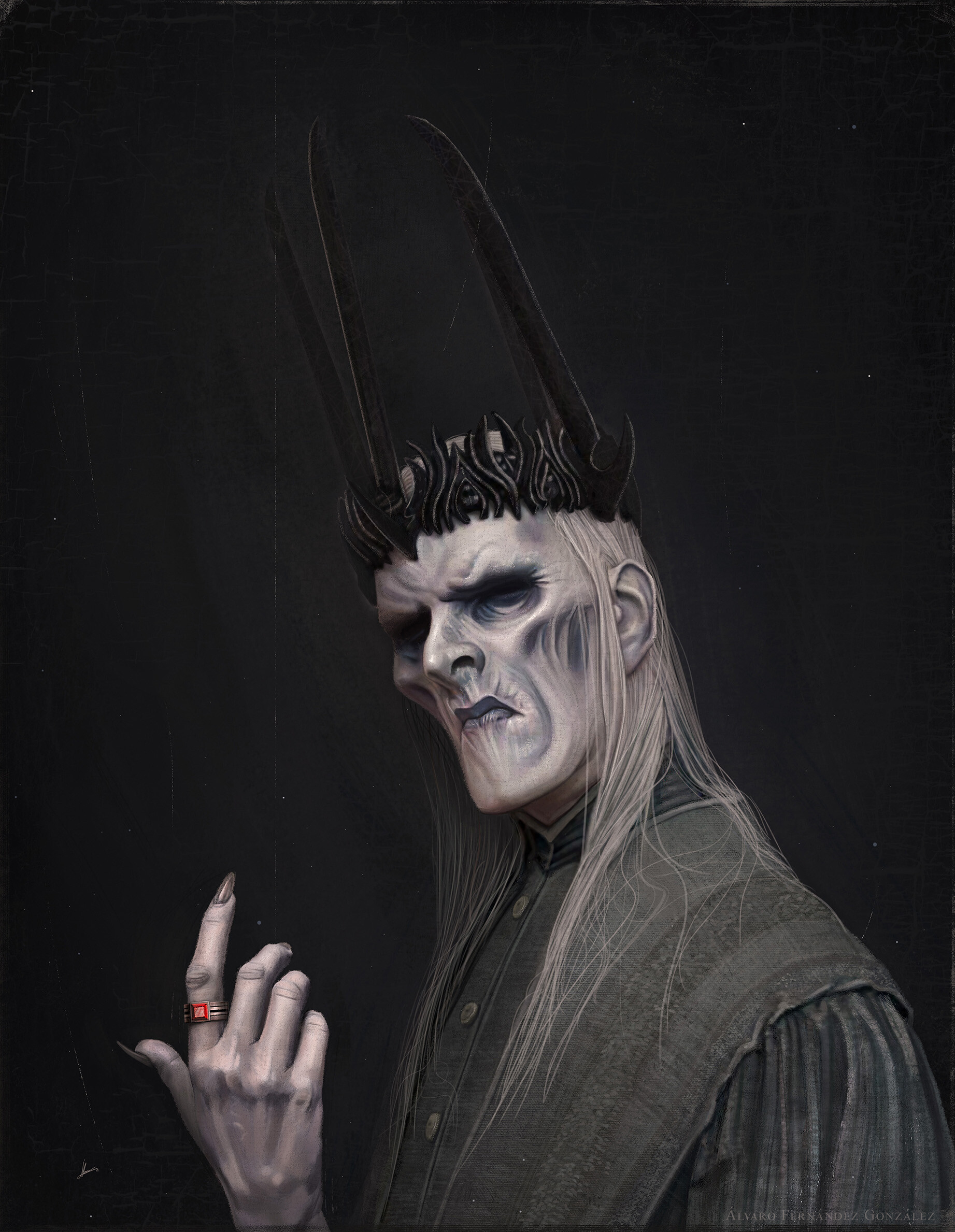
Arte por usuarios de Commons, Arte digital, Ilustraciones, Ilustraciones de El Señor de los Anillos, Arte de los fanáticos de la Tierra Media, Nazgull

Solo unos pocos de los Nazgûl son nombrados o identificados individualmente en los trabajos de Tolkien (ninguno en El Señor de los Anillos). Su líder era el Rey Brujo de Angmar, y el segundo a cargo era llamado Khamûl. Tolkien declaró que tres de ellos fueron grandes señores númenóreanos. Khamûl era el único Nazgûl conocido por su nombre. Algunos seguidores también especulan que entre los Nazgûl podrían contarse Herumor o Fuinur, dos Númenóreanos Negros que consiguieron gran poder entre los Haradrim.
En los primeros juegos de rol y material derivado de la Tierra Media, los ocho Nazgûl restantes (sin contar a Khamûl) tenían nombres propios; Er-Murazor (el Rey Brujo, de raza númenóreana), Dwar de Waw, Ji Indur Dawndeath, Akhorahil, Hoarmurath (númenóreano), Adunaphêl la Silenciosa (mujer númenóreana), Ren el Impuro y Uvatha el Jinete, pero ninguno de estos nombres han sido considerados canónicos (legítimos). Es poco probable, en el contexto de los libros, que alguno de los Nazgûl hubiera sido mujer. Ni está claro quiénes eran descendientes númenóreanos: sólo el origen de Khamûl es dado con claridad (él era oriental). Mientras que el Rey Brujo es considerado como un señor númenóreano, esto no está indicado en ningún escrito de Tolkien.
En el juego de cartas coleccionables de El Señor de los Anillos, los Nazgûl son llamados: El Rey Brujo, Úlairë Attëa, Úlairë Nelya, Úlairë Cantëa, Úlairë Lemenya, Úlairë Enquëa, Úlairë Otsëa, Úlairë Toldëa y Úlairë Nertëa. En quenya, Úlairë significa «Espectro del Anillo», y el segundo nombre es meramente un numeral del dos al nueve. También llamados: «los Jinetes Caídos», «los Nueve Jinetes» y «las Alas Negras» cuando es apropiado, y «las Sombras», «los Nueve», «los Nueve Sirvientes del Señor de los Anillos», y, por los orcos de la Torre de Cirith Ungol, «los Chilladores».
En el videojuego La Tierra Media: Sombras de guerra, se da nombre a tres de los nazgúl. El primero en ser nombrado es Suladân, quien, según su historia, habría sido un gran señor de Harad. Un segundo es identificado como Helm Manomartillo, que fue un rohir, último rey del primer linaje de reyes de Rohan. Por último, se introduce a un tercer espectro, que es identificado como el mismo Isildur. Según su historia, tras morir a manos de los orcos en una emboscada, los orcos recogieron su cadáver, que fue llevado hasta Mordor. Allí Sauron le puso un anillo que lo revivió y acabó convirtiéndole en uno de los Nueve, encadenando su alma al Señor Oscuro. Talion, que no es capaz de soportar la idea de que un rey de Gondor sirva ahora a Sauron, lo libera y, al tomar posesión de su anillo y usarlo contra el Rey Brujo para retomar Minas Morgul, acaba cayendo en la sombra y ocupa el puesto de Isildur como nuevo jinete.

## Otros datos
- Se sabe que Tolkien usó el término figuradamente. En una carta a su hijo en 1945, comparó su reacción a las aeronaves de la Segunda Guerra Mundial a cómo Frodo se hubiera sentido si hubiera descubierto a hobbits «aprendiendo a cabalgar pájaros-nazgûl».[6]
- Nazgûl es una banda de black metal de nacionalidad italiana.